# Aganippe (Gattin des Akrisios)
Aganippe (altgriechisch Ἀγανίππη Aganíppē) ist in der griechischen Mythologie die Gattin des Akrisios und von ihm die Mutter der Danaë.
Die Gattin des Akrisios wird nur bei Hyginus Mythographus Aganippe genannt, andere Autoren geben stattdessen Eurydike, die Tochter des Lakedaimon, an.